# Symfonie nr. 4 (Goeb)
Roger Goeb voltooide zijn Symfonie nr. 4 in 1954. Voor de buitenwereld in het zijn derde symfonie, want zijn eerste trok hij terug. Het symfoniewerk van Goeb is in kleine kring bekend in de Verenigde Staten, het overige werk is nauwelijks bekend. Met zijn symfonie nr. 2 studeerde hij af en zijn nr. 3 werd uitgevoerd onder leiding van Leopold Stokowski en er verscheen ook een langspeelplaat van. Voor zijn symfonie nr. 4 moest uitgeweken worden naar het Filharmonisch Orkest van Japan onder leiding van Akeo Watanabe, een dirigent die gespecialiseerd was in werken van Jean Sibelius.
De symfonie nr. 4 van Goeb is een typisch Amerikaans klinkende symfonie, waarbij echter de percussie is geïntegreerd in de orkestklank en niet zozeer als drager van de ritmiek. Het Amerikaanse is terug te vinden in de vele maatwisselingen die bijvoorbeeld in deel 1 zitten. De klassieke indeling van de symfonie ontbreekt, want er zijn slechts drie delen (normaal 4), waarbij het scherzo in dit geval ontbreekt. Deel 2 is namelijk al het "serieuze" deel en daarin zijn voornamelijk de koperen blaasinstrumenten aan het woord. Deel 3 is de licht afsluiting waarbij een contrast is ingebouwd in de wat kleurloze strijkklanken tegenover de virtuoze blaasinstrumenten (Goeb componeerde veel werk voor blaasinstrumenten). De delen zijn gewoon deel 1, 2 en 3 genoemd en duren bijna even lang, een klassiek aanduiding met tempi ontbreekt.
Of het werk ooit publiekelijk is uitgevoerd is onbekend.
Orkestratie
- 1 piccolo, 2 dwarsfluiten, 2 hobo’s, 1 althobo, 2 klarinetten, 1 basklarinet, 2 fagotten
- 4 hoorns, 3 trompetten, 3 trombones, 1 tuba
- 1 pauken, 3 man/vrouw percussie waaronder xylofoon
- violen, altviolen, cello's, contrabassen

## Discografie
- Uitgave Citadel Records: Philharmonisch Orkest van Japan o.l.v. Akea Watanabe in een opname van 1961